# Dick Clair
Pour les articles homonymes, voir Clair.
Dick Clair est un scénariste, acteur et producteur américain de télévision né le 12 novembre 1931 à San Francisco, Californie (États-Unis), décédé le 12 décembre 1988 du SIDA.

## Filmographie partielle

### Comme scénariste
- 1971 : The Funny Side (série TV) : Wealthy Husband
- 1978 : The Grass Is Always Greener Over the Septic Tank (TV)
- 1980 : Flo (série TV)
- 1987 : Carol, Carl, Whoopi and Robin (TV)

### Comme acteur
- 1969 : What's It All About, World? (série TV) : Regular (1969)

### Comme producteur
- 1977 : Soap ("Soap") (série TV)
- 1979 : A New Kind of Family (série TV)
- 1987 : Carol, Carl, Whoopi and Robin (TV)